# Aeroporto Internacional Benazir Bhutto
O Aeroporto Internacional Benazir Bhutto 'بینظیر بھٹّو بین الاقوامی ہوائی اڈہ (IATA: ISB, ICAO: OPRN) é o terceiro maior aeroporto do Paquistão, servindo à capital Islamabad e sua cidade irmã Rawalpindi, na província de Punjab. Conhecido originalmente como Aeroporto Internacional de Islamabad, foi rebatizado em 21 de junho de 2008 pelo primeiro-ministro Yousuf Raza Gillani como forma de homenagem a Benazir Bhutto. Atualmente, um novo aeroporto está sendo construído na cidade, mas será mantido o mesmo nome.
Próximo ao aeroporto, ocorreu em 28 de julho de 2010, a queda do Voo Airblue 202, operado por um Airbus A321 da Airblue, proveniente de Karachi. Todos os 146 passageiros morreram na hora.
Em 20 de abril de 2012 o Voo Bhoja Air 213, que partira de Karachi rumo a Islamabad, despenhou-se cerca de 9 km do aeroporto. 127 pessoas estavam a bordo, sendo 121 passageiros e 6 tripulantes. Não houve sobreviventes. Segundo as autoridades paquistanesas, a provável causa da queda da aeronave foi mau tempo no momento em que tentava o pouso.